# Elvir Bolić
Elvir Bolić, född 1971 i Zenica i Jugoslavien, är en bosnisk (och tidigare jugoslavisk) före detta professionell fotbollsspelare.